# Liceo classico e linguistico Gian Domenico Romagnosi
Il Liceo classico e linguistico Gian Domenico Romagnosi, ex Liceo ginnasio statale Gian Domenico Romagnosi, è un liceo classico e linguistico di Parma, in Emilia-Romagna.

## Storia
Il ginnasio-liceo nasce nel 1859 grazie alla legge Casati che voleva fondere l'organismo tradizionale italiano, dato dalle scuole di grammatica, di retorica e di filosofia, con l'ordinamento del Gymnasium tedesco nel quale era obbligatorio l'insegnamento del greco e veniva dato più spazio alle materie scientifiche. Lo scopo della riforma era dare a questo tipo di scuola un indirizzo prevalentemente formativo, così che dai diplomi rilasciati nel ginnasio (ammissione al liceo) e dal liceo (maturità classica) "fosse preclusa ogni possibilità di utilizzazione immediata".
E fu così che con decreto del 12 febbraio 1860 il dittatore dell'Emilia Luigi Carlo Farini istituì anche a Parma un Regio Liceo, che cominciò a funzionare regolarmente nell'anno scolastico 1860-61.
La sede che nel 1875 fu assegnata a questa prestigiosa istituzione fu poi il convitto nazionale Maria Luigia, creato nel 1831.
Nel 1865 prese il nome di Regio Liceo Romagnosi, che dal 1900, in seguito all'accorpamento del Ginnasio pareggiato del Regio Collegio Maria Luigia nel 1869, e di quello comunale poi, assunse il nome di Regio Liceo-Ginnasio "G. D. Romagnosi".
In età fascista l'Istituto cambiò sede e venne a stabilirsi dove si trova tuttora. Anche se esso aveva già preso possesso dell'imponente edificio di Viale Maria Luigia, che aveva servito prima la Scuola tecnica, poi la Scuola di avviamento al lavoro, fin dall'autunno del 1929, il trasferimento vero e proprio avvenne nel marzo del 1932, dopo circa tre anni di lavori e con la spesa di oltre due milioni per l'adattamento delle strutture e l'acquisto di libri. Il trasferimento in una sede più ampia fu necessario, vista la grande crescita della popolazione scolastica, che già nel 1910 aveva causato il prolungamento di un'ala del Collegio M. Luigia per nuove aule. 
Nel 1933 gli alunni iscritti al liceo erano 761 (223 femmine, 538 maschi) distribuiti in sole tre sezioni. La cerimonia inaugurale ebbe luogo il 18 febbraio del 1934, alla presenza del Sottosegretario al Ministero dell'Educazione Nazionale Arrigo Solmi e del Preside, Comm. Prof. Bersanetti, oltre alle numerose autorità. La festa di quella domenica coincise con lo scoprimento della lapide ai Caduti della Prima Guerra Mondiale, nell'atrio della scuola, "nel commosso silenzio seguito allo squillo d'attenti", come riporta l'"Annuario" del 1934, che così prosegue: "sul volto dei parenti dei Caduti scendono le lacrime; nel cuore di tutti trema una sublime tristezza: davanti alla lapide sfilano - agili e promettenti - le belle schiere a cui è affidato l'avvenire d'Italia."
Dal 2008 è ripresa la pubblicazione dell'Annuario che raccoglie i principali eventi culturali e ricreativi che hanno coinvolto il liceo nel corso dell'anno scolastico: "la storia e le benemerenze dell'antico Liceo, prima scuola secondaria della città, mettono soggezione e fanno temere il confronto col passato: la scuola ha offerto un contributo fondamentale alla vita culturale, economica e politica della città e della nazione con i numerosi scrittori, deputati, sindaci, medici, avvocati, ministri, costituenti, giovinetti eroici nei momenti tragici della storia patria. Sua la prima donna laureata a Parma, prima pediatra d'Italia, [...] suo il primo giornalino studentesco che apriva con un'intervista niente meno che a Giovanni Pascoli. Gli annuari di cui abbiamo notizia risalgono al 1926 e al 1934; promuoverne un altro adesso fa tremare le vene ai polsi. Eppure tentiamo, anche perché il vecchio "G.D.R." che tra poco compirà centocinquant'anni, la sua età la porta bene e vorremmo testimoniarlo."
Tra i personaggi illustri che hanno frequentato il Liceo si annoverano il cardiochirurgo italiano Giancarlo Rastelli, che terminò i suoi sudi nel 1951, gli scrittori Luca Goldoni e Luca Farinotti, il politico Andrea Borri, il giurista Fabio Merusi, il medico Massimo Bucci, il medievista Arturo Quintavalle e  Pierangela Venturini, attivista per la difesa dei diritti delle donne, premiata con “l’Aoristo d’oro” alla memoria .
Nel corso dell'anno scolastico 2010-11 si è svolta una serie di eventi commemorativi per il 150º anniversario dell'istituzione, coinvolgendo svariati esperti e producendo iniziative culturali per studenti ed ex-allievi; inoltre, in occasione del Premio Sant'Ilario 2011, il liceo "Romagnosi" è stato insignito della medaglia d'oro del Comune di Parma.
Curare la conservazione della memoria storica del liceo è uno degli obiettivi dell'"associazione allievi del Romagnosi", che raccoglie gli ex-studenti e li mantiene in contatto con i più importanti eventi della vita del Liceo.

## Ambienti e sede
Il liceo, che ha sede nel prestigioso edificio di viale Maria Luigia, 1, dispone, oltre che delle normali aule assegnate alle classi, di numerose aule speciali destinate a utilizzi particolari: i laboratori di fisica (pressoché inutilizzato) e di chimica (entrambi dotati di un'ampia raccolta di strumenti storici), tre biblioteche, un'ampia aula d'arte di grande capienza, un'aula magna, una di informatica, una palestra completamente rinnovata nel 1999, la relativa palestrina, un cortile interno e uno esterno con campi adatti per disputare partite di calcetto, pallavolo e pallacanestro. 

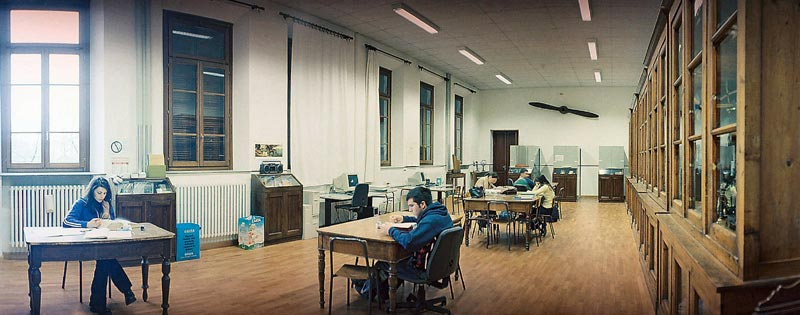
La sala di lettura della biblioteca studenti

Al secondo piano, inoltre, due aule sono adibite a "museo del Romagnosi": in oltre centocinquant'anni di storia, infatti, la mole di cimeli conservati nell'edificio è divenuta tale da necessitare ambienti appositi per essere contenuta e debitamente esposta. Il museo ospita, inoltre, una storica raccolta di animali imbalsamati, risultato di successive donazioni. Spicca, in essa, il famoso agnello a due teste.
Le biblioteche (denominate "biblioteca alunni", "biblioteca storica" e "biblioteca docenti"), disponendo di una notevole quantità di volumi, sono state valutate tali da essere inserite nel sistema bibliotecario nazionale alla pari delle altre biblioteche pubbliche presenti in città, come la nota biblioteca Palatina.
Tutte le aule sono dotate, a partire dall'a.s. 2014-2015, di lavagne interattive multimediali o computer con accesso a internet.

## Attività extracurricolari
Il liceo organizza numerosi gruppi di lavoro che svolgono attività extracurricolari, alcuni nelle ore mattutine, altri, come il coro, il gruppo "Alea", i tornei sportivi ed il "Marketing Lab", in sessioni pomeridiane. Partecipa inoltre annualmente a diversi concorsi nazionali. Nell'a.s.2013-2014 di particolare prestigio sono state le vittorie nel concorso giornalistico "Giuseppe Fava", dedicato al tema delle infiltrazioni mafiose, e il piazzamento nel premio di lettura dantesca "La selva, il monte, le stelle" promosso dall'Accademia della Crusca.
Altra attività pomeridiana è la redazione del giornalino scolastico "Eureka".

### Gruppo teatrale (CTD)
All'interno del programma dei corsi tematico-disciplinari è previsto un corso annuale di teatro, che comincia a settembre e si conclude a maggio con la messa in scena di uno spettacolo aperto al pubblico in uno dei numerosi teatri della città.

### Coro
Il coro del liceo Romagnosi è una realtà affermata e, sotto la direzione del maestro Leonardo Morini, da anni è regolarmente impegnato in trasferte internazionali, come quella di Praga nell'a.s. 2012-2013 o quella di Bonn l'anno successivo, riscuotendo apprezzamenti con una continuità rara considerando il repentino e perpetuo rinnovamento dei suoi elementi che avviene, ogni anno, in conseguenza delle partenze dei componenti che ogni anno concludono la loro esperienza al liceo. È un ambiente spesso citato come esempio di fruttuoso lavoro di gruppo e di contesto sociale vivo e appassionante.
Il gruppo corale del Romagnosi è attualmente composto da una quarantina di elementi, ha un repertorio di melodie e testi di epoche e culture diverse. Dalla sua formazione ha partecipato a diverse iniziative legate alla vita della scuola e ad altre realtà musicali della città. Ogni settembre tiene il concerto di accoglienza sia per le nuove quarte che per i nuovi coristi; a dicembre l'ormai consueto e attesissimo Concerto di Natale e il tradizionale scambio degli auguri e a fine anno scolastico il concerto di chiusura.
Importanti negli ultimi anni la partecipazione al pomeriggio "Allegro minestrone" nell'ambito del progetto Comenius "D.R.A.M.A." con i partners provenienti dalla Polonia e dalla Repubblica Ceca, il concerto presso la scuola dell'Ospedale dei bambini nel reparto di pediatria dell'Ospedale di Parma. Il gruppo ha partecipato alla rassegna Scuolainscena a maggio presso il teatro Al Parco, alla rassegna di canto corale "Scuole in…coro" presso la Casa della Musica, ed è intervenuto alla presentazione del libro "Al di là del fiume" dei Giovani Creativi del Romagnosi presso il Salone delle feste della Banca del Monte, alla rassegna corale dell'Oltretorrente, nell'ambito del Festival dei Diritti umani, organizzato dalla Provincia di Parma, alla rassegna "La nota dopo il mi - scuole in coro" organizzata dal Liceo Sigonio di Modena.
Il coro del Romagnosi è intervenuto in occasione dei festeggiamenti del 150º anniversario del Liceo presso l'Auditorium Paganini e l'Auditorium del Carmine, ha inoltre partecipato al concorso nazionale per cori scolastici ad Ercolano.

### Gruppo teatrale "Alea"
Il gruppo teatrale "Alea" rappresenta oramai da anni un'affermata realtà nel suo genere: ogni anno si esibisce, di norma, due volte: a maggio nell'ambito della rassegna locale "Scuole in scena"; e a novembre con uno spettacolo speciale in occasione della giornata dedicata al tema della violenza sulle donne. A quest'ultimo lavoro partecipano sovente ex-allievi, a ulteriore testimonianza del forte senso di appartenenza che è divenuto, talvolta in modo stereotipato, cifra distintiva della scuola nella considerazione cittadina.

### Tornei sportivi
Il liceo organizza annualmente tornei interni di diverse discipline, con sezioni maschili e femminili. Particolare continuità hanno quelli di pallavolo e calcetto, per i quali la scuola si avvale della collaborazione dell'impianto sportivo "Lauro Grossi" di Parma, e quelli di tennis tavolo. Anche altre discipline sono contemplate, ad esempio il tiro con l'arco: due ragazze del liceo hanno ottenuto, per esempio, i primi due posti nell'edizione 2014 del torneo studentesco parmense di questo sport.

### Marketing Lab
A partire dall'a.s. 2013-2014 il liceo Romagnosi, in collaborazione con l'associazione di imprese "centopercentopmi", partecipa insieme all'istituto commerciale "Bodoni" al laboratorio "Marketing Lab", che introduce i ragazzi delle due scuole al mondo del lavoro e ai sistemi di lavoro di gruppo.

## Galleria d'immagini

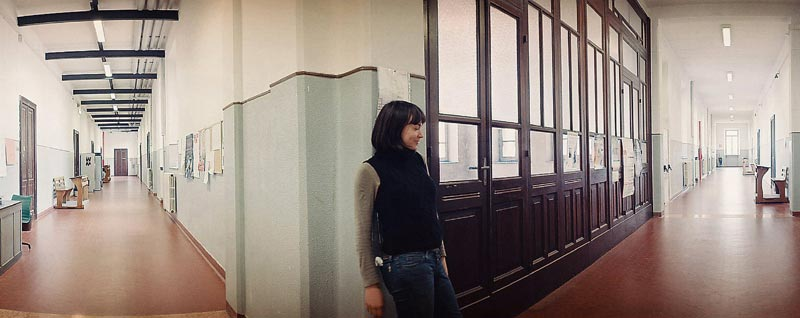
Corridoi del secondo piano
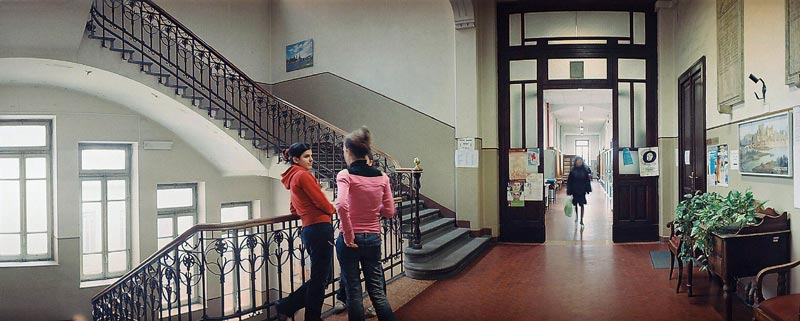
Tromba delle scale vista dal primo piano
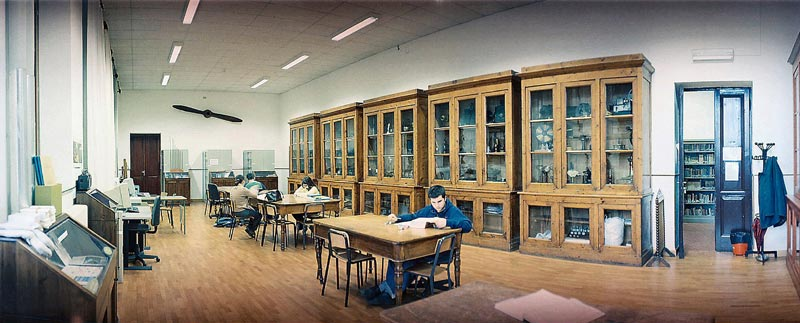
Sala di lettura
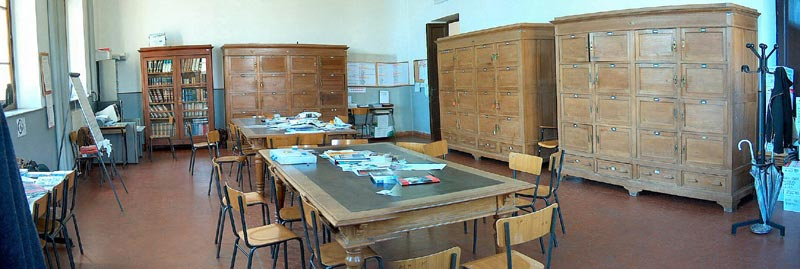
Aula docenti
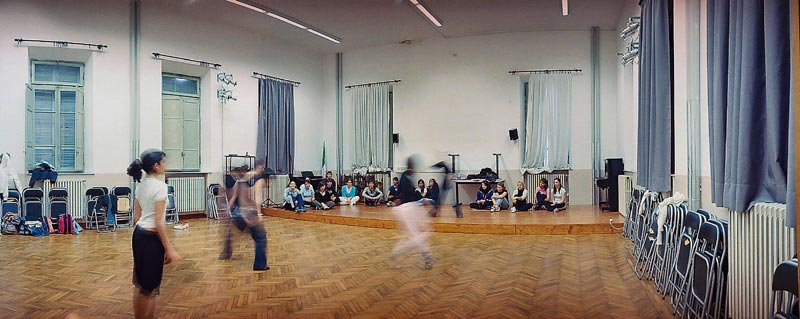
Aula magna
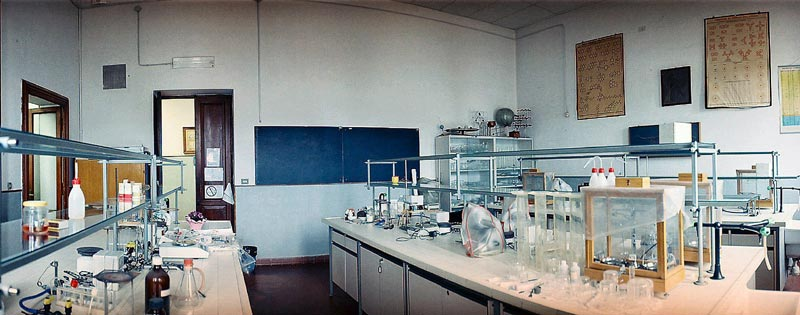
Laboratorio di chimica
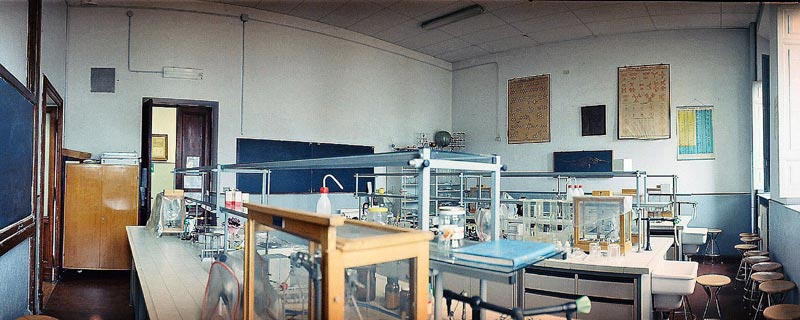
Altra immagine dello stesso ambiente
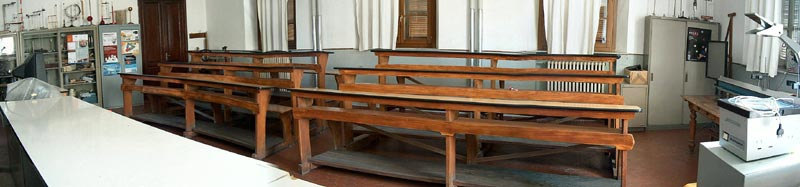
Aula di fisica
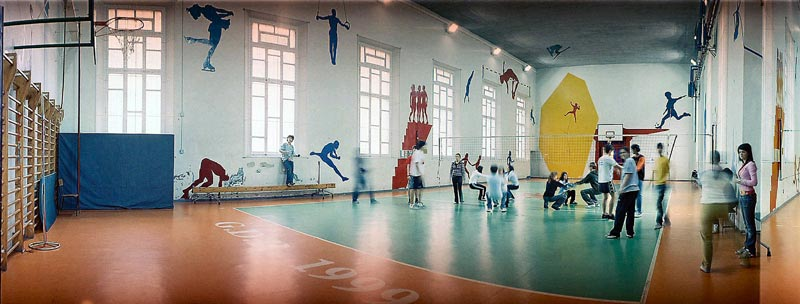
Palestra
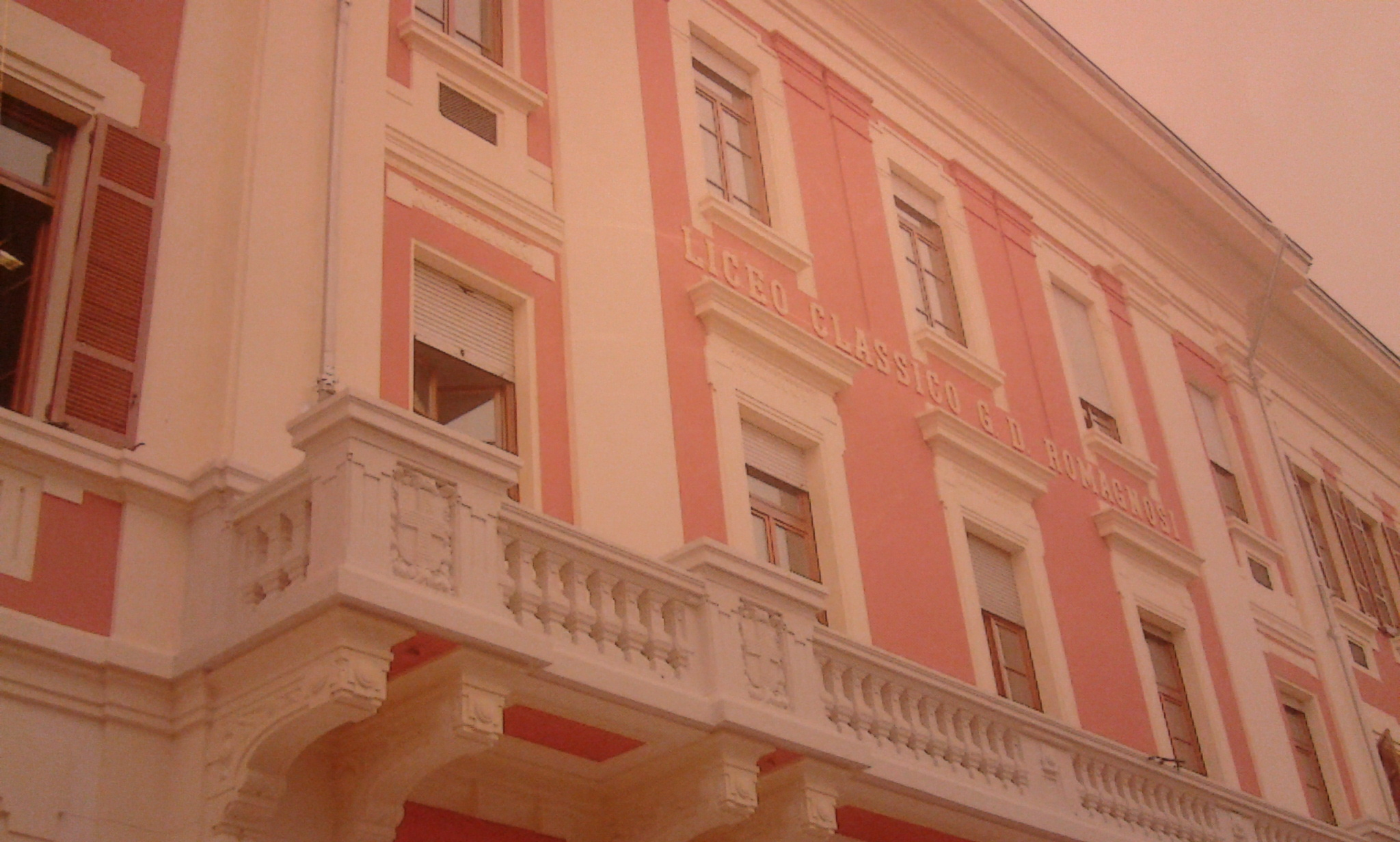
Particolare della facciata